# Пазюк Вікторія Григорівна
Вікто́рія Пазю́к (* 1985) — українська баскетболістка.

## З життєпису
Народилась 1985 року в Івано-Франківській області. Входила до складу національної збірної України. Виступала на професійному рівні за різні українські команди.
Виступала як гравець у баскетбол 3х3; в тому числі за національну збірну 3х3 на першому чемпіонаті Європи 2014 року.
Срібна призерка Європейських ігор 2015 року.
Виступала за клуби «Полтава» і «Єлисавет-Баскет».
Учасниця Фіналу чотирьох жіночої Вищої ліги-2024.